# Ca' da Mosto
Ca' da Mosto és un palau del segle xiii i l'edifici més antic del Gran Canal de Venècia. S'ubica al sestiere (barri) de Cannaregio, la façana dona al canal i és a prop del Pont de Rialto. Modificat moltes vegades, conserva una interessant façana d'estil vèneto-romà d'Orient.

## Història
L'edifici existia al segle xiii, era propietat de la família Barozzi. Qualcuns troben elements més antics, sobretot el portego (porxo) de tres arcs, vora l'aigua. El 1266 va passar dels Barozzi al Da Mosto i va ser comprat per un Marco da Mosto.
Dins aquest palau hi va nàixer i morir l'explorador Alvise Cadamosto, qui del 1454 al 1462 va ésser a Portugal, al servei d'Enric el Navegant. Entre el segle xvi i el xviii va servir d'hotel, el conegut Albergo Leon Bianco (Hotel Lleó Blanc), tot allotjant personatges il·lustres, com Josep II (fill de Maria Teresa i emperador del Sacre Imperi Romanogermànic) que s'hi va hostatjar entre 1769 i 1775. Durant aquest període s'afegiren dues plantes a l'edifici.

## Arquitectura

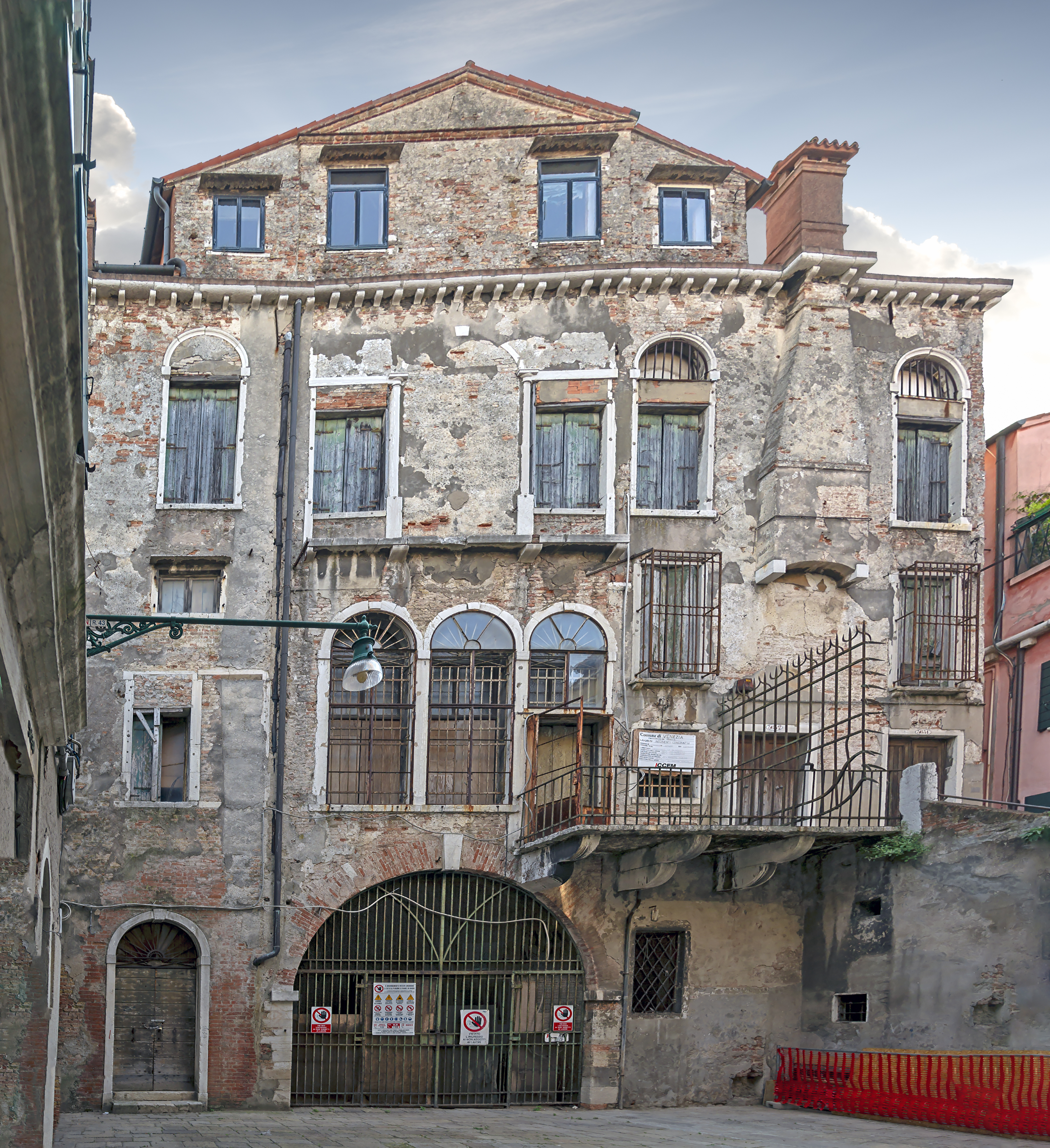
Ca' da Mosto - façana al Campiello del Leon Bianco

Ca' da Mosto és una típica casa-fondaco veneciana, amb el portego d'aigua (porxo) (o «curia») per la descàrrega de les mercaderies i la lògia de la planta noble. El porx, amb els arcs amb l'intradós allargat, influència de l'art gòtic, presenta a la part superior una interessant decoració a base de marbres romans d'Orient (pàteres, baixos relleus, frisos).

Detalls fotografiats per Paolo Monti el 1969
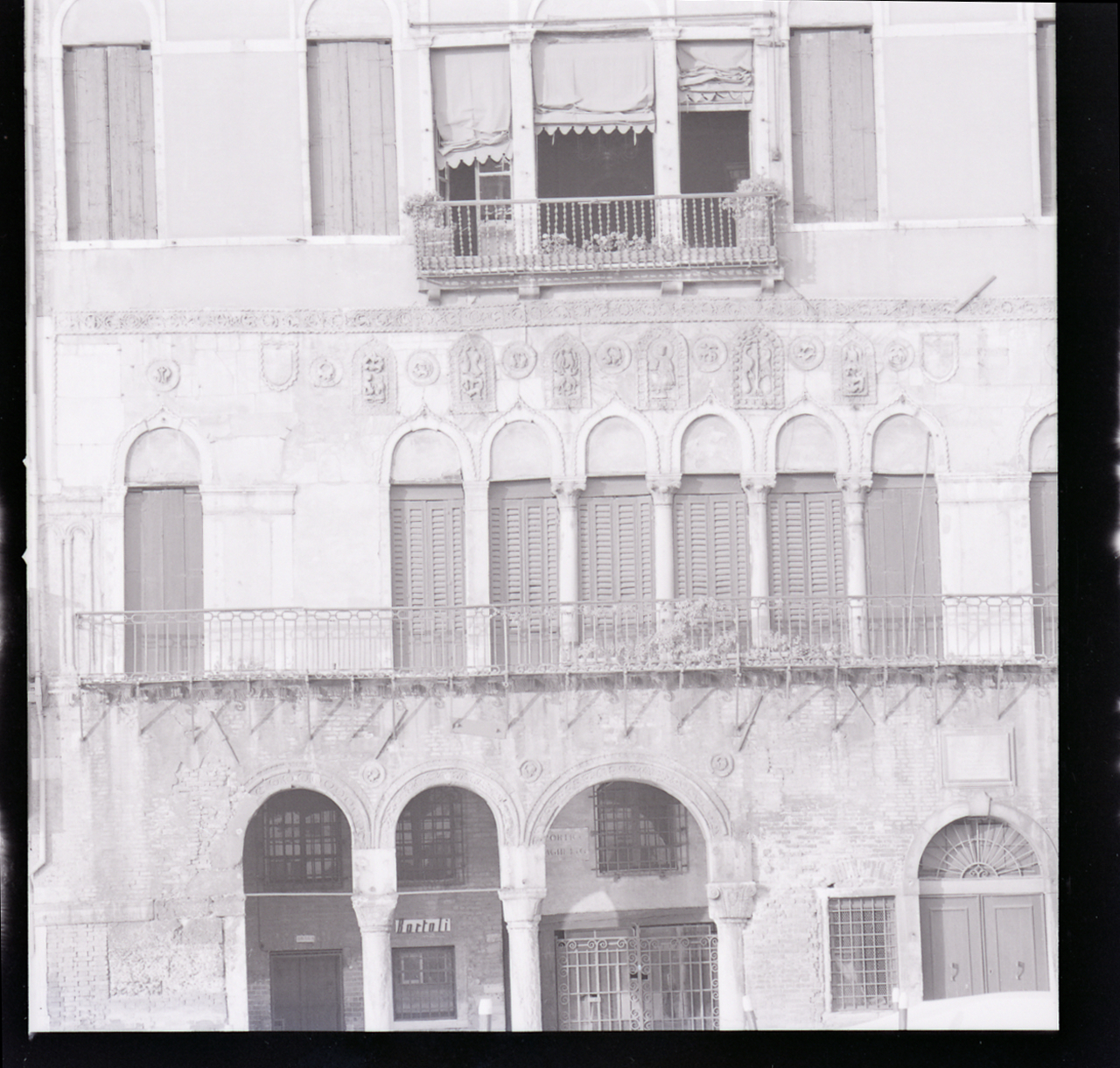
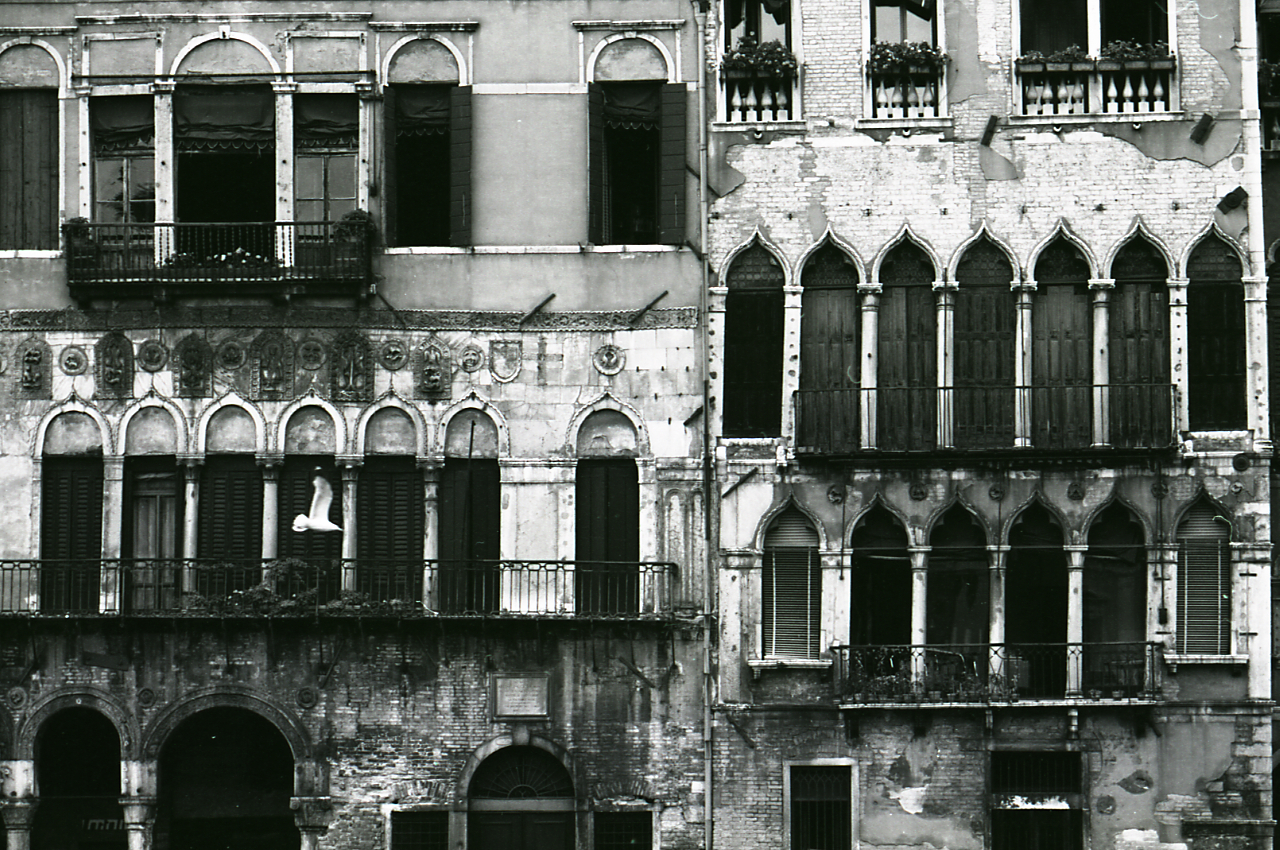